# یواس‌اس ترنر (دی‌دی-۸۳۴)

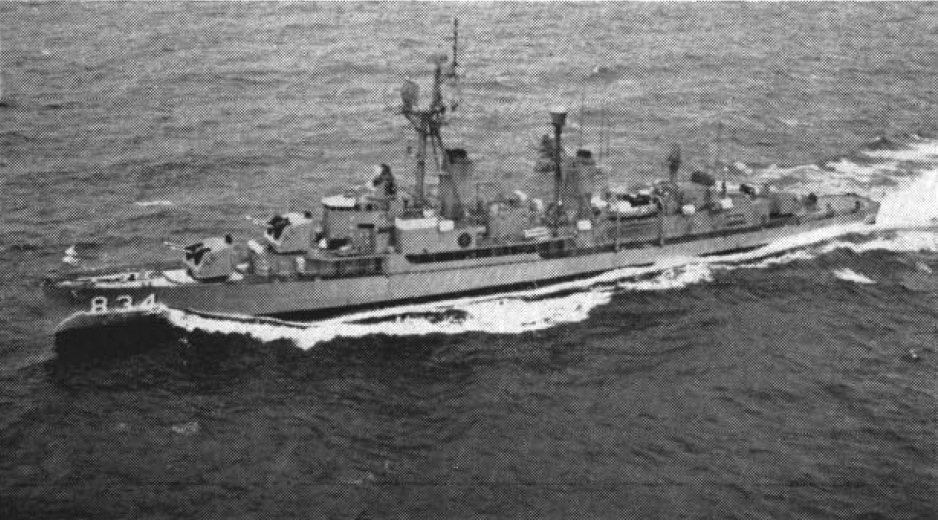
تصویری ثبت شده از کشی یو اس اس ترنر

یواس‌اس ترنر (دی‌دی-۸۳۴) (به انگلیسی: USS Turner (DD-834)) یک کشتی بود که طول آن ۳۹۰ فوت ۶ اینچ (۱۱۹٫۰۲ متر) بود. این کشتی در سال ۱۹۴۵ ساخته شد.